# Baryssinus mimus
Baryssinus mimus es una especie de escarabajo longicornio del género Baryssinus, tribu Acanthocinini, subfamilia Lamiinae. Fue descrita científicamente por Monné M. A. & Monné M. L. en 2007.
El período de vuelo de la especie se presenta durante el mes de enero.

## Descripción
Mide 10 milímetros de longitud.

## Distribución
Se distribuye por Brasil.